# Carlos Fisher
Pour les articles homonymes, voir Fisher.
Charles Edward Fisher (1,93 m, 99 kg), né le 22 février 1983 à West Covina, Californie (États-Unis), est un lanceur de relève droitier qui a joué pour les Reds de Cincinnati dans la Ligue majeure de baseball de 2009 à 2011.

## Biographie
Carlos Fisher est drafté à la fin de ses études secondaires en juin 2001 par les Padres de San Diego. Il refuse l'offre et poursuit ses études à la Citrus Community College à Glendale (Californie) puis au Lewis and Clark State College à Lewiston, (Idaho).
Fisher rejoint l'organisation des Reds de Cincinnati après la draft du 7 juin 2007. Il évolue en Ligues mineures avec les Chattanooga Lookouts en Double-A en 2007 et 2008.
Appelé dans l'effectif actif des Reds le 22 mai 2009, il fait ses débuts en Ligue majeure le 24 mai et obtient à cette occasion sa première victoire.

## Statistiques
En saison régulière
| Statistiques de lanceur |            |    |    |    |     |   |   |    |      |    |      |
| Saison                  | Équipe     | G  | GS | CG | SHO | V | D | SV | IP   | SO | ERA  |
| 2009                    | Cincinnati | 39 | 0  | 0  | 0   | 1 | 1 | 0  | 52.1 | 48 | 4,47 |
| Totaux                  | Totaux     | 39 | 0  | 0  | 0   | 1 | 1 | 0  | 52.1 | 48 | 4,47 |

Note: G = Matches joués ; GS = Matches comme lanceur partant ; CG = Matches complets ; SHO = Blanchissages ; 
V = Victoires ; D = Défaites ; SV = Sauvetages ; IP = Manches lancées ; SO = retraits sur des prises ; ERA = Moyenne de points mérités.